# بطولة مدينة تونس (جودو)
بطولة مدينة تونس أو دورة مدينة تونس  (بالفرنسية: Tournoi de Tunis)‏ هي مسابقة جودو سنوية نظمت في 2009 و2010، ثم انقطعت حتى عودتها في 2015 للأن من قبل الاتحاد الأفريقي للجودو.

تعتبر هذه البطولة موعدا مهما على الصعيد الدولي لكونها مصنفة تحت تسمية الجائزة الكبرى.

## نتائج الرجال
| الجائزة الكبرى   | الجائزة الكبرى | الجائزة الكبرى | الجائزة الكبرى   | الجائزة الكبرى       | الجائزة الكبرى  | الجائزة الكبرى    | الجائزة الكبرى |
| السنة            | - 60 كغ        | - 66 كغ        | - 73 كغ          | - 81 كغ              | - 90 كغ         | - 100 كغ          | + 100 كغ       |
| ---------------- | -------------- | -------------- | ---------------- | -------------------- | --------------- | ----------------- | -------------- |
| 2009             | جيروين مورين   | سوغوي أوريارتي | بريان فان دايك   | أوليه بيشوف          | لورينزو بانولي  | إلكو فان دير خيست | أنيس الشاذلي   |
| 2010             | ريشود سوبيروف  | روك دراكشيس    | فولوديمير سوروكا | أوليه بيشوف          | تاكاشي أونو     | يوهان بيادولين    | كيجي سوزوكي    |
| أفريقيا المفتوحة |                |                |                  |                      |                 |                   |                |
| 2015             | سفيان ميلوس    | كيليان لو بلوش | غيوم شان         | سزابولكس كريجان      | عماد عبد اللاوي | بنجامين فليتشر    | فيصل جاب الله  |
| 2016             | فوغار شيرينلي  | كيليان لو بلوش | مارتن هوجاك      | ديمتري غوميز تافاريس | مايكل زغانك     | غريغوري ميناسكين  | يوهان ميتيس    |

## نتائج السيدات
| الجائزة الكبرى   | الجائزة الكبرى    | الجائزة الكبرى    | الجائزة الكبرى | الجائزة الكبرى | الجائزة الكبرى  | الجائزة الكبرى | الجائزة الكبرى |
| السنة            | - 48 كغ           | - 52 كغ           | - 57 كغ        | - 63 كغ        | - 70 كغ         | - 78 كغ        | + 78 كغ        |
| ---------------- | ----------------- | ----------------- | -------------- | -------------- | --------------- | -------------- | -------------- |
| 2009             | هارونا أسامي      | شيهو كاغايا       | ناي أوداكا     | أورسكا زولنير  | راسا سراكا      | فيرا موسكاليوك | لوسيا بولافدير |
| 2010             | ألينا دوميترو     | ماجليندا كالميندي | أوتون بافيا    | كلوديا مالزان  | هاروكا تاشيموتو | أودريه تشوميو  | لوسيا بولافدير |
| أفريقيا المفتوحة |                   |                   |                |                |                 |                |                |
| 2015             | ليتيسيا بايي      | بترا ناريكس       | نورا غياكوفا   | أن لور بيلار   | ماري إيف غايي   | مادلين مالونغا | لوسي لوات      |
| 2016             | سينتا غارسيا ميسا | هالة العياري      | نورا غياكوفا   | ماريال بروفوست | ماري إيف غايي   | كريستال غاري   | نهال شيخ روحو  |